# Olaf van Kooten
Olaf van Kooten (1952) is hoogleraar Tuinbouwproductieketens aan de Wageningen Universiteit en lector Duurzame verbindingen in de Greenports aan de Hogeschool Inholland. Daarnaast is hij gasthoogleraar aan de Jiaotong-universiteit van Shanghai, maakt hij deel uit van de redactie van het wetenschappelijke tijdschrift European Journal of Horticultural Science en is hij voor het kwaliteitszorgbedrijf KIWA voorzitter van een groep deskundigen op het gebied van substraten en bodemverbetering.

## Maha Karuna Ch'an
Naast hoogleraar is van Kooten ook al decennia beoefenaar van Zen-boeddhisme en sinds langere tijd specifiek van de stijl van Maha Karuna Ch'an, zoals die in Nederland onderwezen wordt door Ton Lathouwers. Na jaren les gegeven te hebben bij Trainingscentrum KenKon in Wageningen leidt Van Kooten sinds 2014 in Amsterdam  zijn eigen Zendo onder de naam 'Zen aan de Amstel'.